# Gaspar de Guzmán y Pimentel

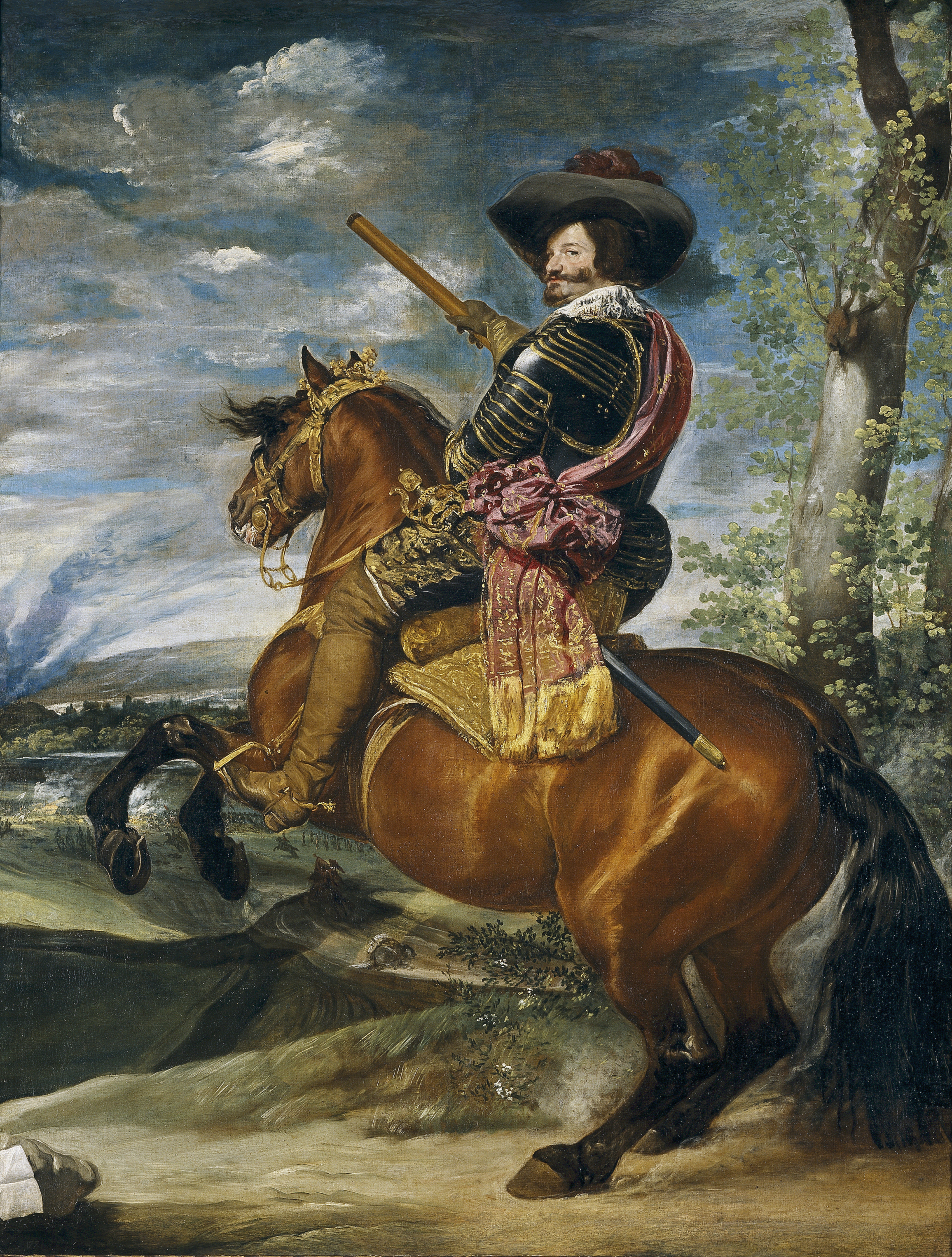
Gaspar de Guzmán y Pimentel till häst. Målning av Diego Velázquez.

Don Gasparo de Guzmán y Pimentel, greve av Olivares, hertig av Sanlúcar de Barrameda (även känd som Gaspar Olivares (alternativt Olivarez) eller "Greve-hertigen av Olivares", spanska: Conde-Duque de Olivares), född 6 januari 1587 i Rom, död 22 juli 1645 i staden Toro i Zamora, var en spansk statsman, ledande minister och gunstling (valido) hos kung Filip IV av Spanien. Hans titel, Greve-hertig, förklaras av att han ärvde titeln greve, men utnämndes till hertig av Filip IV.
Olivares fick en post vid det spanska hovet under Filip III av Spanien där han som kammarherre fick stort inflytande över kungens son, den blivande Filip IV. När Filip IV blev kung 1621, vid 16 års ålder, blev Olivares genast förste minister och upphöjd till hertig av Sanlúcar de Barrameda. Filip gav honom stort förtroende genom att beordra att alla papper som behövde kunglig signatur först skulle synas av greve-hertigen[källa behövs]. Med tiden blev Olivares kungens högra hand.
Under tjugo år styrde Olivares i Spanien och förde in det på sin egen reforminriktade politik. Inrikespolitiskt var hans mål att hindra godtycklighet bland ämbetsmän och att centralisera det spanska väldet, vilket var splittrat i flera underkungariken. Detta ledde dock till uppror i Katalonien och Portugal 1640. Hans ekonomiska politik, som skulle gynna landets försvagade handel och hantverk, misslyckades likaså. Utrikespolitiskt strävade han efter att återvinna Spaniens forna inflytande i Europa, men den franske statsmannen Richelieu saboterade alla hans planer. Kriget mot Nederländerna blev ett misslyckande, och inte heller den traditionellt habsburgska alliansen med Österrike mot Frankrike i trettioåriga kriget ledde till några framgångar
År 1640 led Spanien motgångar i Portugisiska restaurationskriget vilket ledde till att Iberiska unionen upphörde. Efter sina politiska motgångar och genom intriger i det spanska hovet störtades Olivares 1643 och levde de sista två åren till sin död i exil i staden Toro.